# Saint-Sylvain (Corrèze)
 Saint-Sylvain  (en occitano Sent Seuvan) es una comuna y población de Francia, en la región de Lemosín, departamento de Corrèze, en el distrito de Tulle y cantón de Argentat.
Su población en el censo de 2008 era de 145 habitantes.
Está integrada en la Communauté de communes du Pays d'Argentat .

## Demografía
| 153 | 163 | 131 | 135 | 139 | 139 | 145 |
| Para los censos de 1962 a 1999 la población legal corresponde a la población sin duplicidades (Fuente: INSEE [Consultar]) |     |     |     |     |     |     |